# Ediciones Rialto
Ediciones Rialto fue una editorial española, ubicada en Madrid, que se dedicó a la edición de novelas cinematográficas y policíacas, así como cuadernos de aventuras durante la posguerra. Al igual que Marisal, se nutría de los productos de los Estudios de Adolfo López Rubio.

## Trayectoria editorial
"Ediciones Rialto" fue fundada por Luis Soler García en 1941. Al año siguiente, inició la colección "Biblioteca de cine Rialto", compuesta por novelas dedicadas a las películas de la empresa española CIFESA. Para ella trabajan autores como Carlos Fernández Cuenca y María Amalia Dampierre.
Se dedicó luego a publicar las historietas producidas por el estudio de López Rubio, entre cuyos autores destacaban Francisco Blanes, Gordillo, Manuel Ibarra, Perellón, Vicente Rozo y Luis Vigil. Su colección de más éxito fue Diamante Amarillo, que presentaba las aventuras del popular Ginesito.

### Colecciones de tebeos
| Título               | Año  | Guionista | Dibujante | Ejemplares | Tipo     | Tamaño | Periodicidad | Precio facial en pesetas |
| -------------------- | ---- | --------- | --------- | ---------- | -------- | ------ | ------------ | ------------------------ |
| Diamante Amarillo    | 1944 | Varios    | Varios    | 54         | Cuaderno | 17x24  |              |                          |
| Diamante Negro       | 1944 | Varios    | Varios    | 104?       | Cuaderno | 21x31  |              |                          |
| Películas policíacas | 1945 | Varios    | Varios    |            | Cuaderno | 21x32  |              |                          |